# Bugs Bunny au Sahara
Pour plus de détails, voir Fiche technique et Distribution.
Bugs Bunny au Sahara (Sahara Hare) est un cartoon Looney Tunes réalisé par Friz Freleng en 1955 mettant en scène Bugs Bunny et Sam le pirate avec un caméo de Daffy Duck à la fin.

## Synopsis
Bugs croyant être à Miami Beach, commence à se balader dans le désert du Sahara sans se douter qu'il est pisté par Rif Raf Sam et son dromadaire. Après avoir tenté de s'échapper avec une voiture-mirage pendant que Sam assommait son dromadaire pour ne pas lui avoir obéi quand il lui ordonnait de s'arrêter de courir, Bugs se réfugie dans un fort. En voulant faire un saut à la perche pour accéder au fort, Sam se cogne sur un créneau du fort. Il se trouve nez à nez avec un canon lorsqu'il creuse un trou dans le mur. Il tente de tirer sur Bugs mais le recul du fusil le fait chuter. Il utilise un éléphant pour forcer le passage mais Bugs ruse en actionnant une souris mécanique. Il essaie d'accéder par les élastiques mais se fracasse sur les palmiers. Bugs finit par se sauver après que Sam ait fait exploser la poudrière. Lorsque Daffy, lui, croit lui aussi qu'il est aussi à Miami Beach, Bugs essaie de le prévenir de la présence de Rif Raf Sam mais Daffy ne l'entend pas et Bugs brise le quatrième mur en disant "Et puis, il n'a qu'à se débrouiller lui-même !"

## Fiche technique
- Gérard Surugue : Bugs Bunny
- Patrick Guillemin : Daffy Duck
- Patrick Préjean : Sam le Pirate
- Bernard Métraux : Annonceur